# Odysee
Odysee ist eine amerikanische, dezentralisierte Videoplattform, die auf der LBRY Blockchain basiert. Sie positioniert sich als Alternative zu Diensten wie YouTube mit einem Fokus auf freie Meinungsäußerung und Dezentralisierung.
Die Plattform ermöglicht es den Nutzern, Videos hochzuladen, zu teilen und diese über Kryptowährungen zu monetarisieren, während der Erhalt der Inhalte über ein Peer-to-Peer-Netzwerk gewährleistet ist. Die Inhalte auf Odysee werden aus dem LBRY-Netzwerk abgerufen, ohne dass ein zentraler Server erforderlich ist.

## Geschichte
Odysee wurde von Julian Chandra gegründet und wurde im Dezember 2020 als ein Unterunternehmen von LBRY etabliert. Am 1. Oktober 2021 wurde Odysee aus dem Unternehmen als Odysee Inc.
Odysee erlangte schnell Aufmerksamkeit, da sie es den Nutzern ermöglichte, einige der Moderationspraktiken auf andern Plattformen zu umgehen. Die Blockchain-basierte Architektur stellte sicher, dass Inhalte so lange erhalten blieben, wie es aktive Knoten gab. Damit bot sie eine Alternative zu Plattformen, die Inhalte entfernen oder zensieren konnten.
Im Juni 2024 wurde Odysee von Forward Research übernommen, einem Forschungs- und Entwiclungsinkubator, der sich auf den Aufbau von Diensten im Arweave-Netzwerk konzentriert. Die Übernahme wurde zusammen mit dem Kauf von Solarplex, einer weiteren Social-Media-Plattform, durch Forward Research bekannt gegeben. Die Übernahme erfolgte, nachdem die ehemalige Muttergesellschaft von Odysee, LBRY, im Juli 2023 einen Rechtsstreit mit der United States Securities and Exchange Commission verloren hatte.

## Monetarisierung
Odysee bietet mehrere Monetarisierungsoptionen für Ersteller, darunter die Möglichkeit, Trinkgelder sowohl in Kryptowährung als auch in traditioneller Währung zu erhalten. Ersteller können direkte Trinkgelder von ihren Follower annehmen und kostenpflichtige Mitgliedschaften mit exklusive Inhalte einrichten. Darüber hinaus haben sie die Möglichkeit, Preise für einzelne Videos festzulegen. Dieses Modell bietet größere Flexibilität bei der Monetarisierung von Videos und bietet Benutzern die Möglichkeit, für bestimmte Inhalte zu bezahlen.

## Kritik
Seit dem Start im September 2020 stand Odysee im Mittelpunkt mehrerer Kontroversen, vor allem aufgrund seiner Richtlinien zur Inhaltsmoderation und seiner dezentralen Struktur, die es laut Kritikern schädlichen Inhalten ermöglicht haben, sich auszubreiten. Der Ansatz der Plattform zur Moderation, der im Vergleich zu Plattformen wie YouTube deutlich weniger restriktiv ist, hat unter anderem rechtsextreme Gruppierungen, Verschwörungstheoretiker und von anderen Plattformen gesperrte Personen angezogen.
Odysee wird nicht nur das Erlauben der Verbreitung von Hassrede, sondern auch des Verbreiten von Desinformationen vorgeworfen. Dies gilt vor allem für Themen zur COVID-19-Pandemie, Impfstoffen und politischen Fragen. Die dezentrale Natur der Plattform erschwert das Moderieren dieser Inhalte, sodass Fehl- und Desinformationen sich frei verbreiten können. Dies hat Bedenken hinsichtlich der Verbreitung von Verschwörungstheorien im Zusammenhang mit Wahlen, Gesundheitssystemen und anderer Theorien aufkommen lassen.